# Cliona janitrix
Cliona janitrix är en svampdjursart som beskrevs av Topsent 1932. Cliona janitrix ingår i släktet Cliona och familjen borrsvampar. Inga underarter finns listade i Catalogue of Life.